# Palmetto (Geórgia)
Palmetto é uma cidade localizada no estado americano da Geórgia, no Condado de Coweta e Condado de Fulton.

## Demografia
Segundo o censo americano de 2000, a sua população era de 3400 habitantes.
Em 2006, foi estimada uma população de 4848, um aumento de 1448 (42.6%).

## Geografia
De acordo com o United States Census Bureau tem uma área de 13,7 km², dos quais 13,4 km² cobertos por terra e 0,3 km² cobertos por água. Palmetto localiza-se a aproximadamente 252 m acima do nível do mar.

## Localidades na vizinhança
O diagrama seguinte representa as localidades num raio de 24 km ao redor de Palmetto.